# Kohniconus janowskyae
Kohniconus janowskyae is een slakkensoort uit de familie van de Conidae. De wetenschappelijke naam van de soort is voor het eerst geldig gepubliceerd in 2011 door Tucker & Tenorio.